# Diario de 1829 en Malvinas
El Diario de 1829 en Malvinas fue el diario personal de María Sáez de Vernet que relató en forma de crónica sus impresiones, su familia, sus amistades, el día a día y la vida cotidiana de la colonia argentina de Puerto Soledad en las islas Malvinas entre el 15 de julio de 1829 y el 5 de febrero de 1830, tres años antes de la ocupación británica del territorio. El escrito es considerado como la «crónica de la soberanía argentina en las Malvinas», ya que permite conocer de cerca cómo era la vida en las islas durante esos años.
María Sáez llegó a las islas junto con su esposo Luis Vernet cuando fue nombrado como el primer Comandante Político y Militar de las Islas Malvinas, como parte de las Provincias Unidas del Río de la Plata. Llegaron al lugar junto con sus tres hijos. María tenía dos meses de embarazo. En el diario, ella cuenta sobre los primeros pasos de su hija menor, Sofía, y sobre el nacimiento de Matilde Vernet y Sáez, la primera malvinense.
El diario, junto a otros documentos y cartas son conservados en la actualidad por el Archivo General de la Nación de Argentina.
Ernesto Cilley Hernández, bisnieto de María, publicó en 1989 el diario en forma bilingüe español-inglés.
Marcelo Luis Vernet, nieto del nieto de María, ha citado al diario en algunas ocasiones ante el Comité de Descolonización de las Naciones Unidas.
En el marco del Día Internacional de la Mujer de 2015, el Museo Malvinas e Islas del Atlántico Sur de Buenos Aires presentó la muestra «Malvinas, mi casa», que se trató de una serie de acuarelas que reflejan la vida en Malvinas en 1829, basadas en el diario de María Sáez.

## Libros relacionados
En base al diario se publicaron los siguientes libros:
- Antonio Montarcé Lastra, María Sáez de Vernet (1946). Redención de la soberanía: las Malvinas y el diario de doña María Sáez de Vernet. Talleres Gráficos Padilla y Contreras. p. 156.
- Teresa Tallién, María Sáez de Vernet (1982). Las Malvinas por dos mujeres: María Sáez de Vernet (1829), Teresa Tallién (1953). Editores Asociados Mexicanos. p. 126.
- María Sáez de Vernet, Nicolás Cócaro (1982). El "diario" de una mujer en las Malvinas. Fundación Banco de Boston. p. 41.
- Estela Sáenz de Méndez (1982). María de las Islas: novela histórica. BPR Publishers. p. 93.
- María Sáez de Vernet, Ernesto Greenleaf Cilley Hernández (1989). Cronista de nuestra soberanía en Malvinas: primera edición bilingüe español - inglés de su valioso diario de 1829. Ediciones Puerto Luis. p. 96.
- Silvia Plager, Elsa Fraga Vidal (1999). Nostalgias de Malvinas. Javier Vergara Editor. p. 254.
- Silvia Plager, Elsa Fraga Vidal (2012). Malvinas, la ilusión y la pérdida: Luis Vernet y María Sáez, una historia de amor. Penguin Random House y Grupo Editorial Argentina.

## Galería

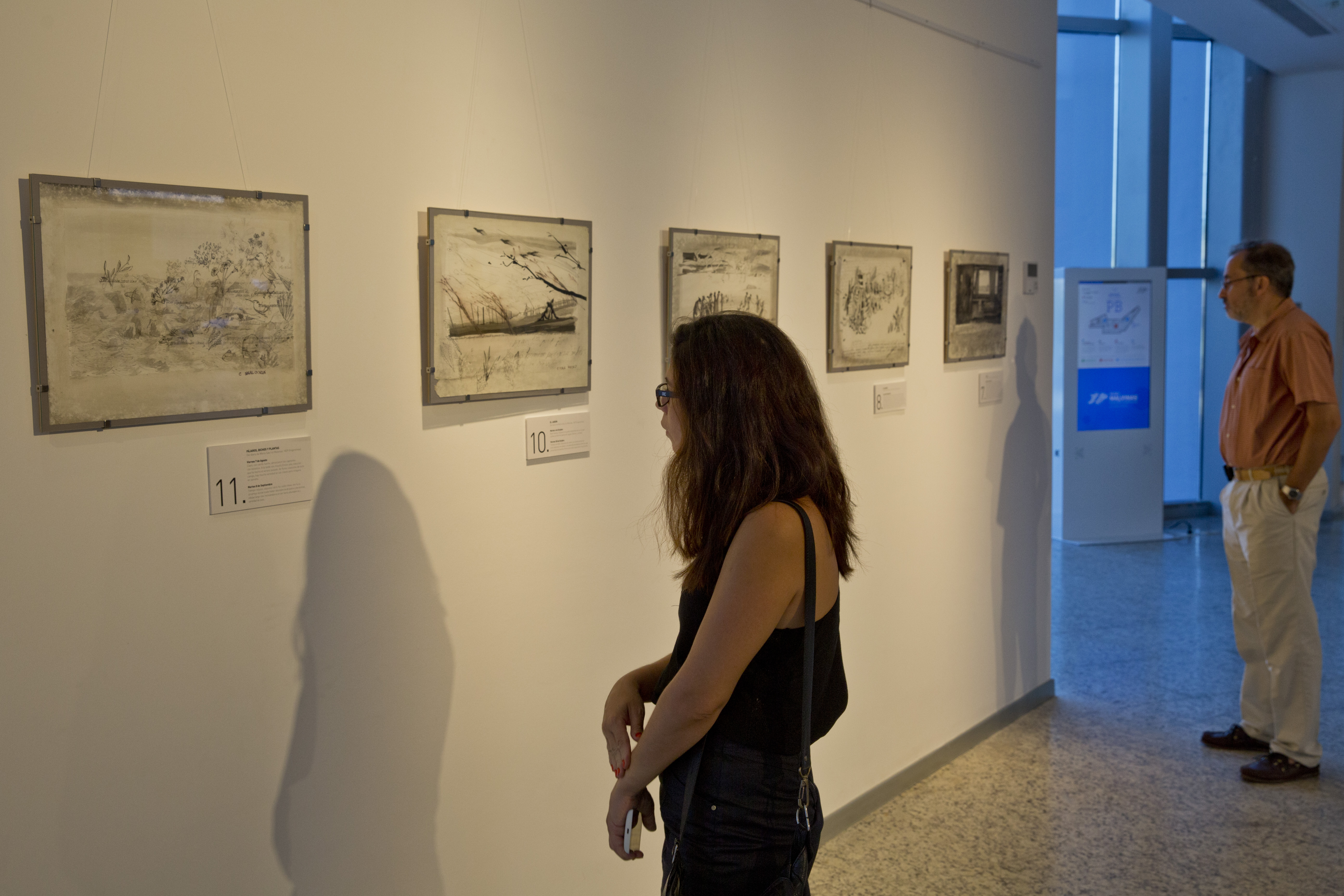
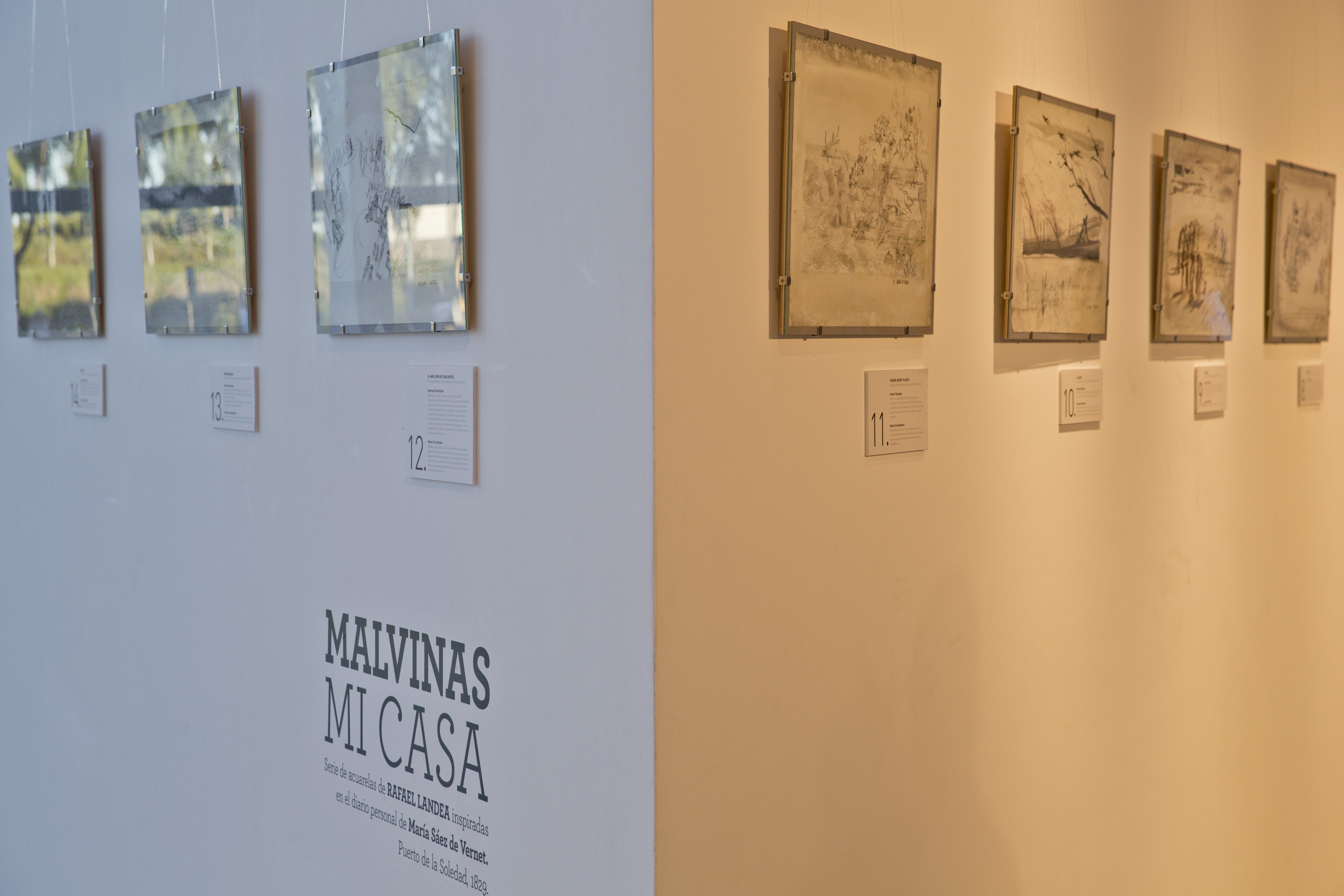
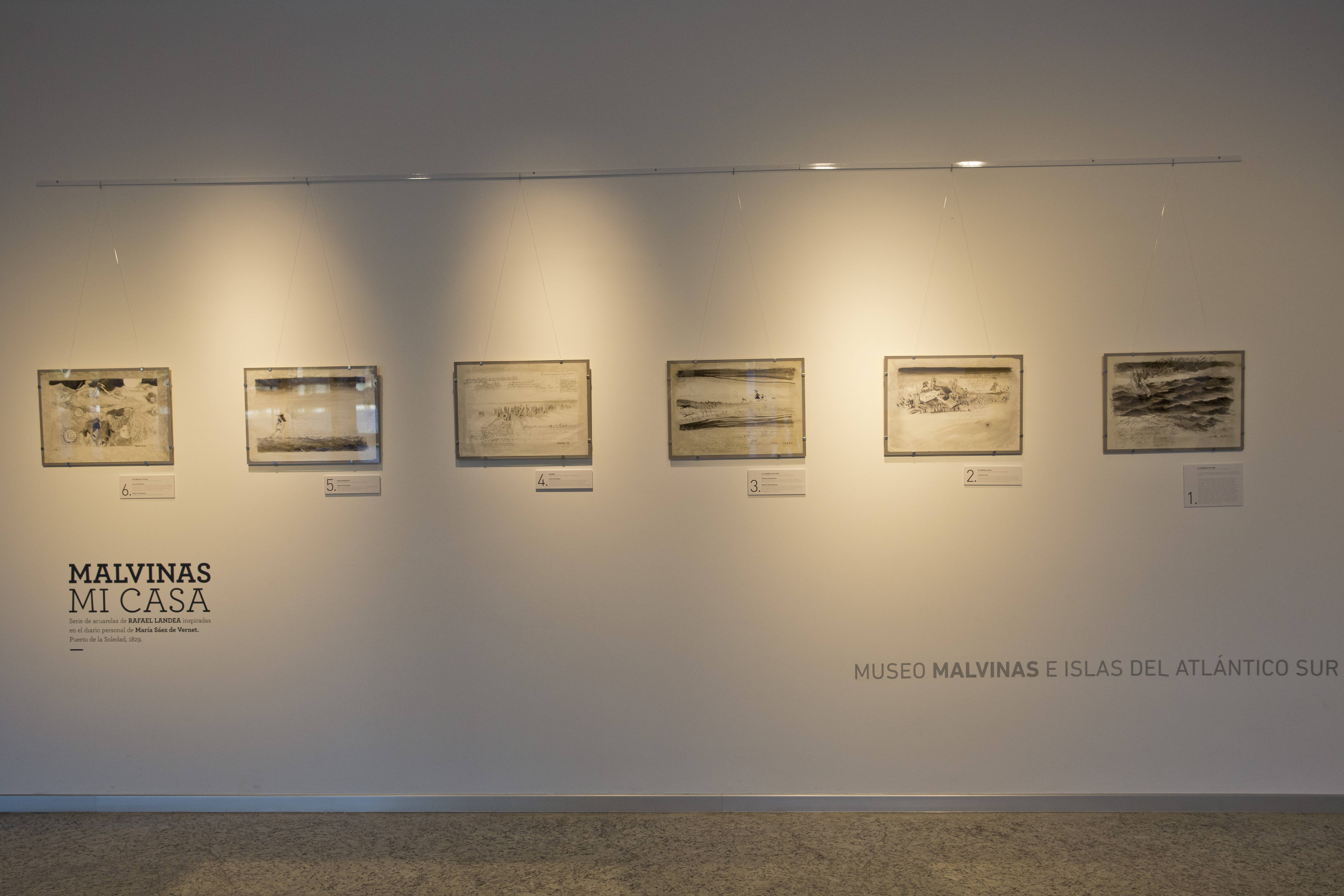
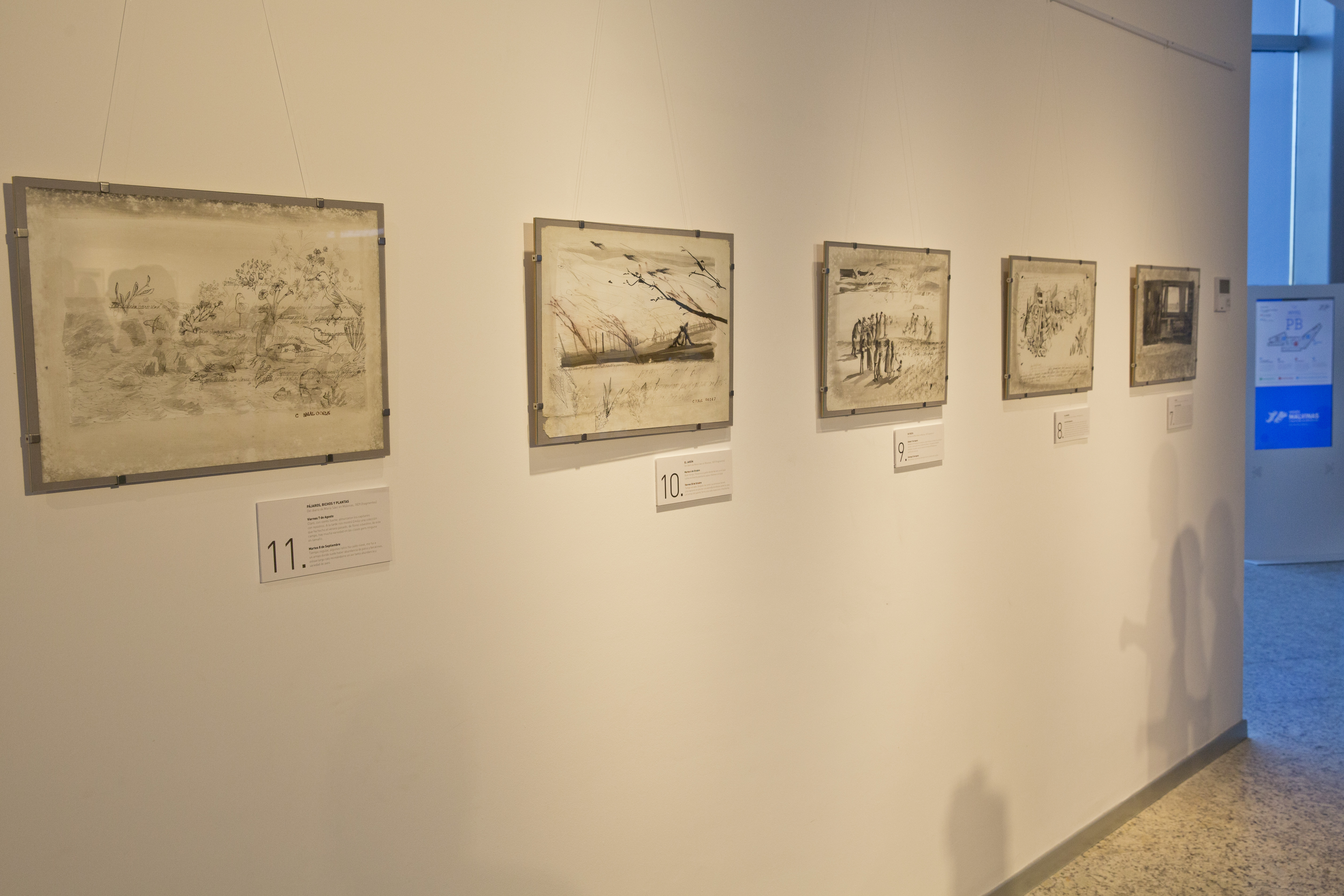
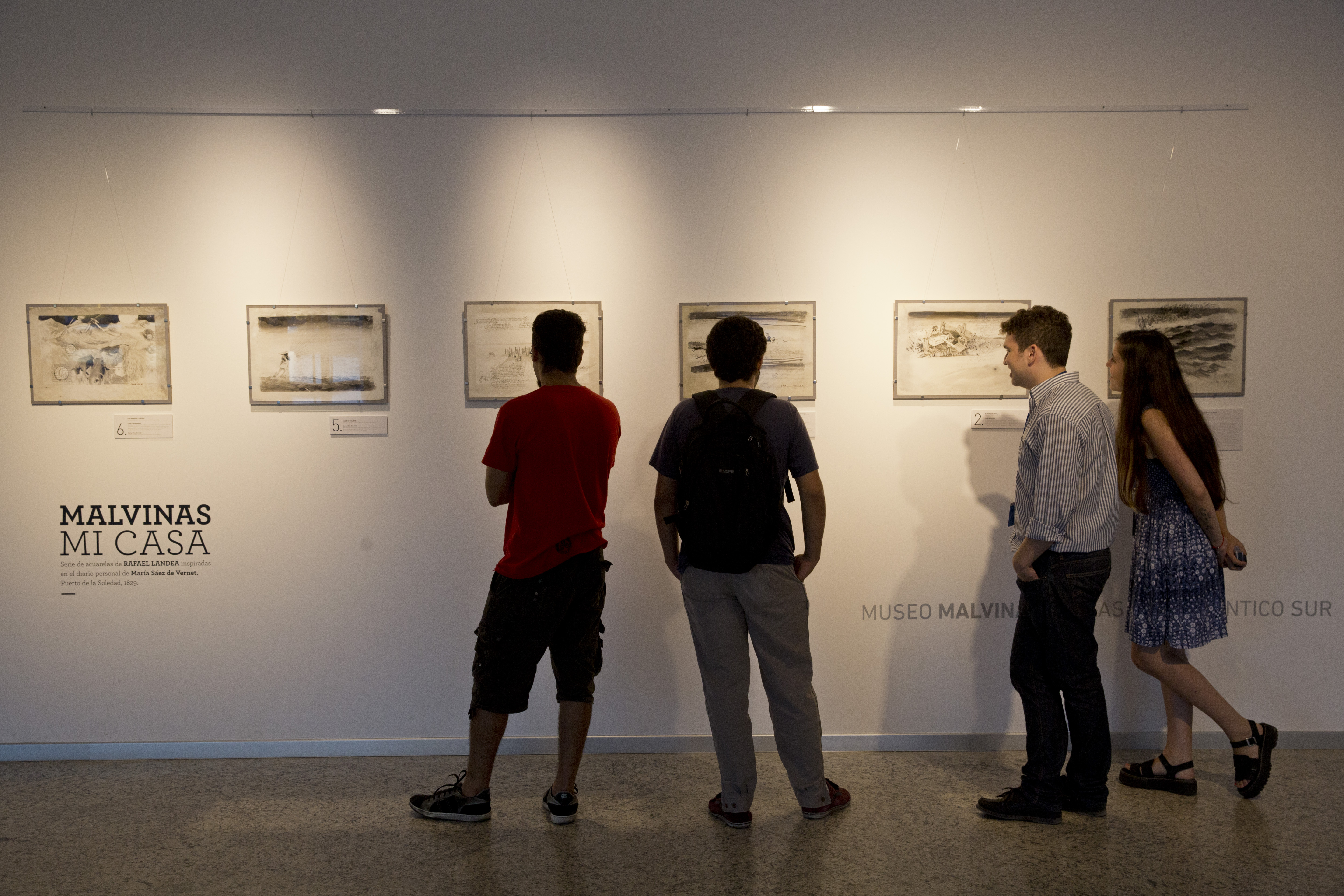

Muestra «Malvinas, mi casa»